# Гасымия (медресе)

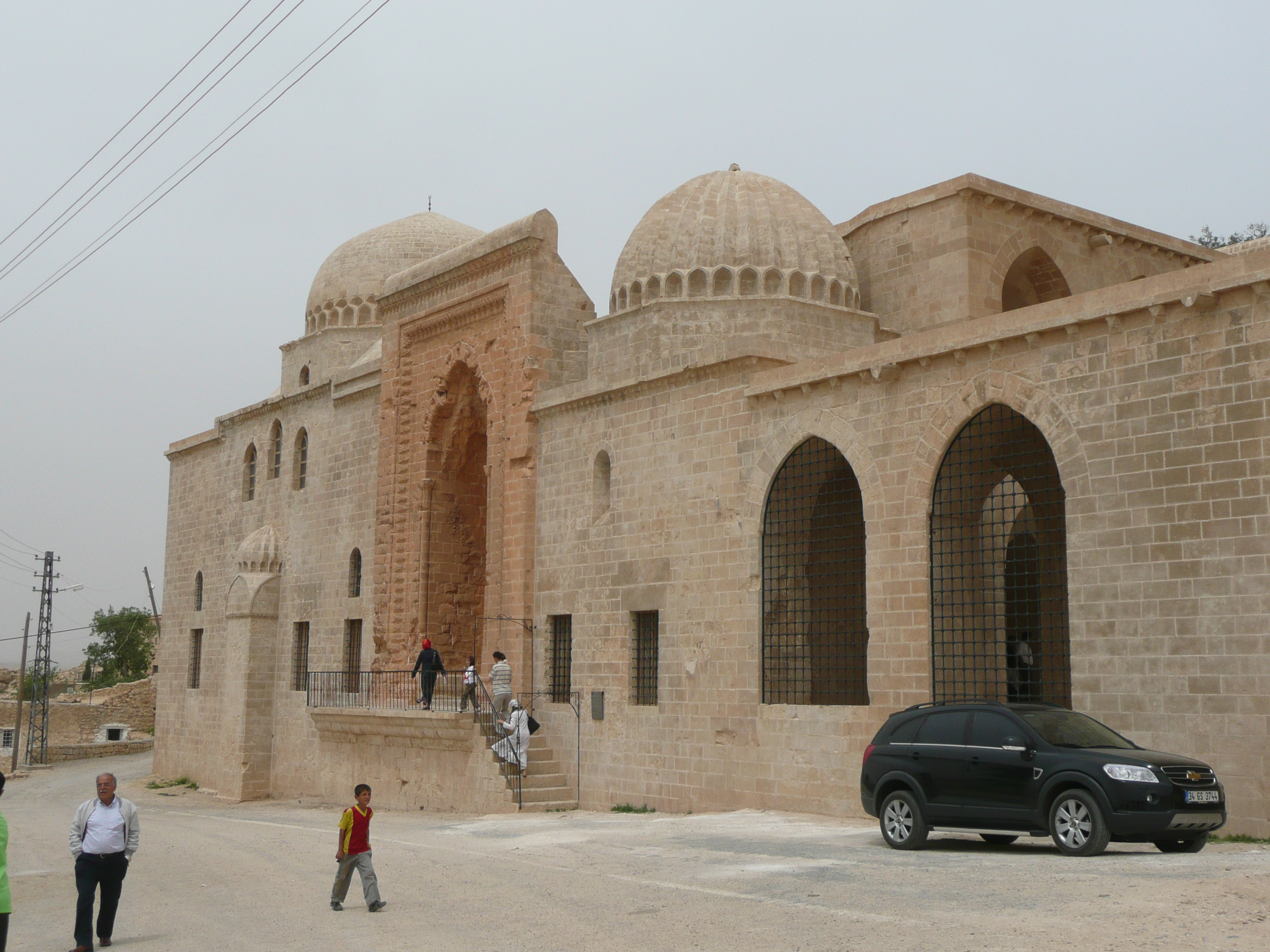
Медресе Гасымие

Гасымия (азерб. Qasımiyyə mədrəsəsi; тур. Kasımiye medresesi) — исламское образовательное, духовно-просветительское и мемориально-культовое сооружение (медресе) в городе Мардин провинции Мардин Турции. Построено в конце XV века  в период государства Ак-Коюнлу.

## История
Медресе было построено в конце XV века племянником правителя государства Ак-Коюнлу Узун Хасана Гасым султаном (1487—1507) в городе Мардин. Османский автор XIX века Абдульселям Эфенди пишет о его строительной политике:
«Правитель Ак-Коюнлу Узун Хасан после того как захватил область, передал управление сыну своего брата Джахангира Гасым падишаху. Султан Гасым приказал восстановить город Мардин, все части которого, помимо крепости, пострадали от нашествия Тимур. Восстановить Мардин не было лёгким для кого-либо. Падишах Гасым собирает людей с Тебриза, Азербайджана и других мест и привозит их в Мардин, чтобы восстановить мечети, хамамы, рынки и дома. Работы по реконструкции продолжаются до тех пор, пока город не приобретёт красивую структуру. Точно так же он восстановил много деревень. Гасым султан был похоронен в своем медресе, построенном за городом».

## Архитектура

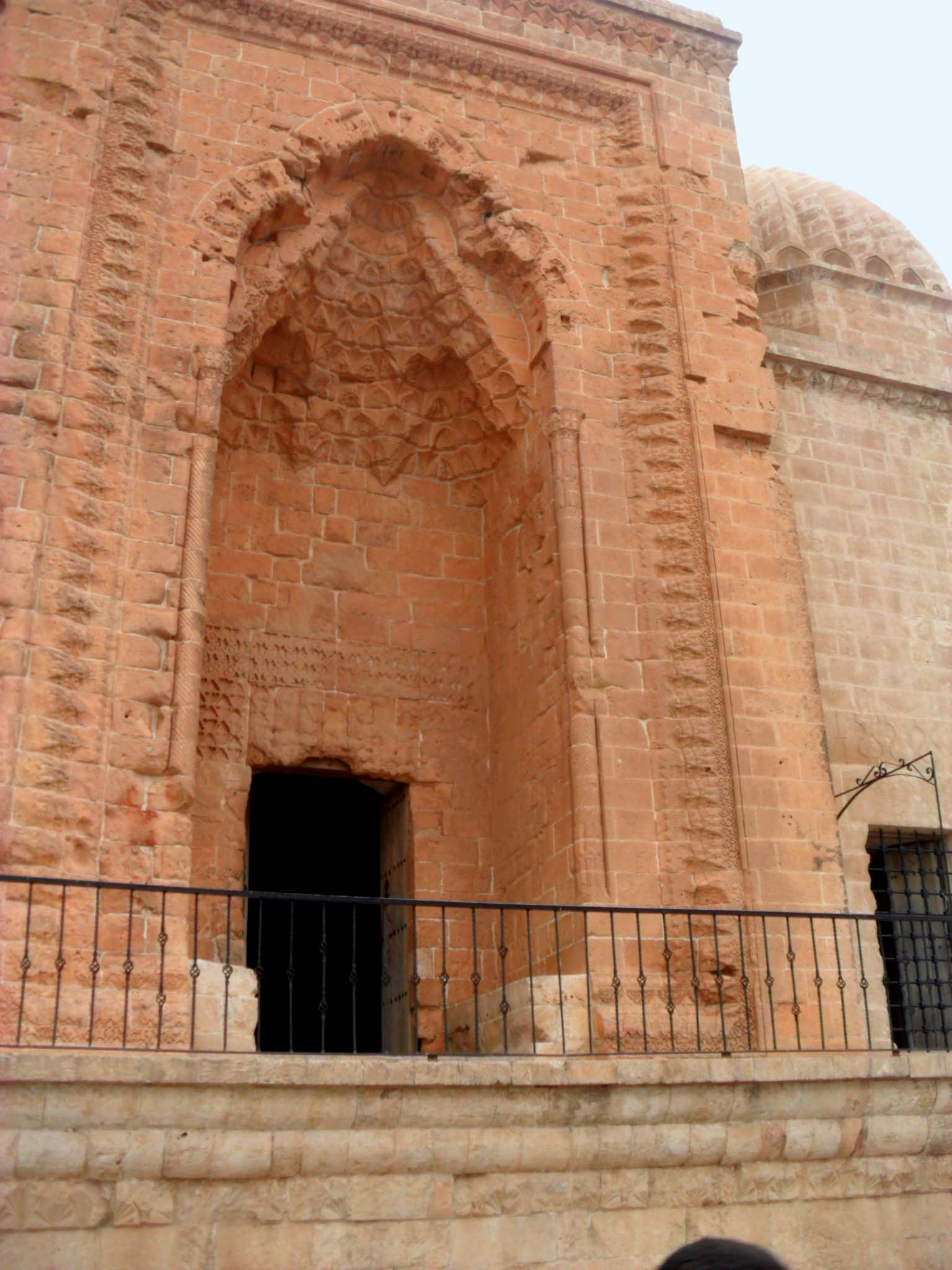
Вход в медресе

Медресе состоит из двух частей. Участок с кельями вокруг двора к востоку от въездных ворот и участок, где расположена ханафитская мечеть, к западу от въездных ворот. Купольное пространство к западу от медресе, доступ к которому осуществляется через монументальный портал является ханафитской мечетью. Верх мечети и гробницы куполообразный. Ханафитская мечеть по размеру 5,10 х 15,94 метров и прямоугольная. Мечеть покрыта полированным куполом луковичного типа диаметром 6,54 метра.

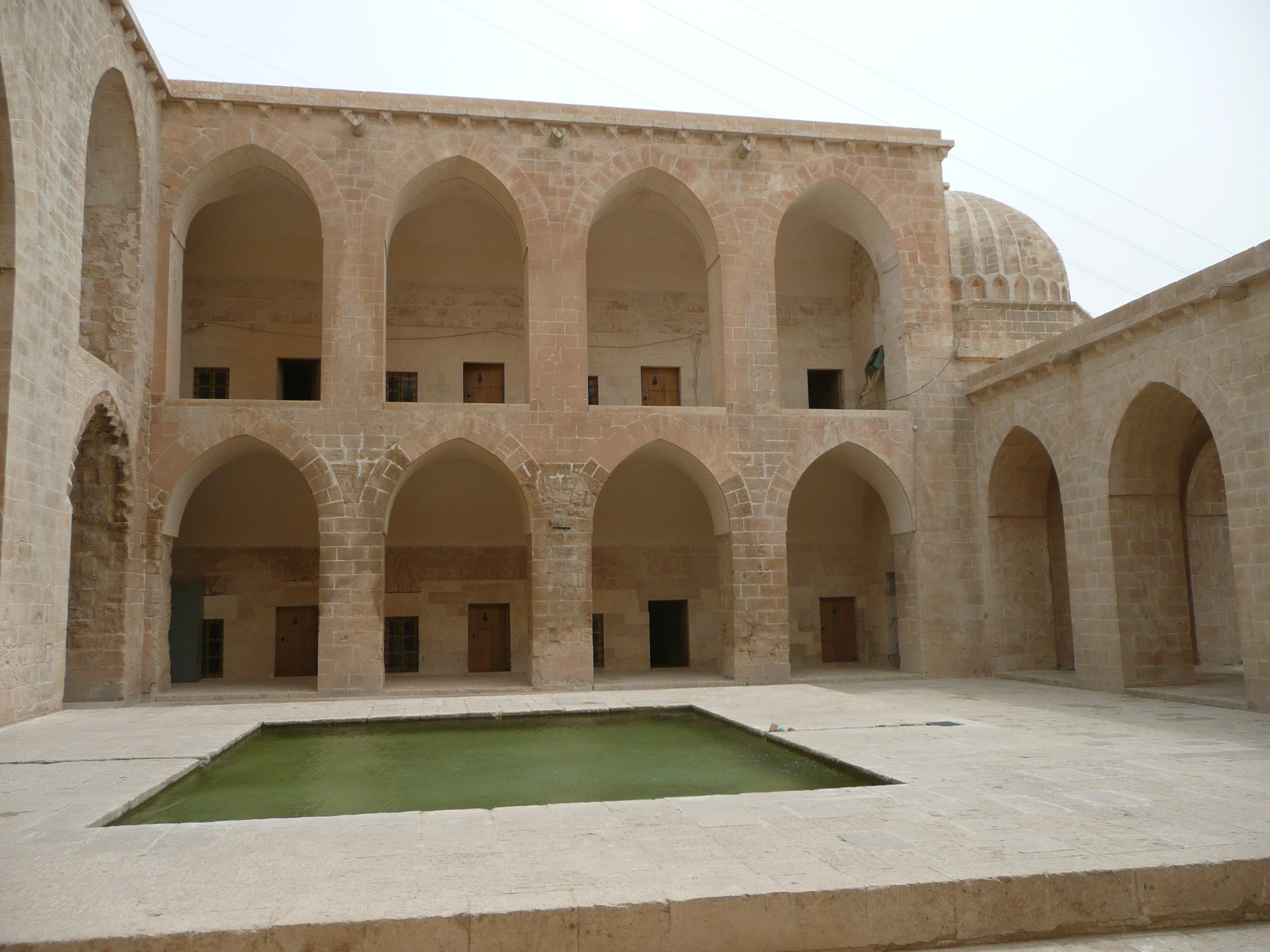
Внутренний двор Гасымие

В центре портика к югу от двора находится летний михраб. Свод летнего михраба в портике, два смежных свода, два свода справа и слева от айвана сделаны из камня и имеют форму звезды. Мавзолей в секции медресе, который представляет собой сегментированное купольное место, непосредственно примыкающее к востоку от портала, его размеры 4,08 х 7,06 метров. Он покрыт срезанным куполом диаметром в 4,27 метра. С другой стороны, шафиитская мечеть имеет размеры 3,94 х 7,10 метров, и разница между ней и мавзолеем составляет несколько сантиметров. Диаметр купола этой мечети составляет 4,27 метра, как диаметр мавзолея. Размеры мавзолея и шафиитской мечети практически совпадают. Ячейки имеют прямоугольную форму, их ширина и длина составляют 2,75—2,84 х 3,25—3,44 метра. Клеточные хранилища также являются колыбелями. Во всех кельях и мавзолее есть очаги.